# Torraum
Mit Torraum wird in verschiedenen Sportarten, beispielsweise Fußball, Handball, Hockey oder Eishockey, der Bereich um ein Tor bezeichnet.

## Fußball

Aufbau eines Fußballfeldes

Als Torraum, umgangssprachlich auch Fünfmeterraum, werden zwei durch Linien markierte Rechtecke direkt vor den Toren eines Fußballfelds bezeichnet.
Der Torraum wird von zwei Linien bestimmt, die sich rechtwinklig von der Torlinie im Abstand von 5,5 m (6 Yards) zum jeweiligen Torpfosten befinden und 5,5 m in das Spielfeld hineinragen. Im Englischen wird er daher auch als „6 yard box“ bezeichnet. Die Länge beträgt damit 18,32 m (die Torbreite von 7,32 plus 2 mal 5,50 m). Die Fläche des Torraums beträgt somit 100,76 Quadratmeter.
Der Abstoß darf von einem beliebigen Punkt innerhalb des Torraums ausgeführt werden.
Innerhalb des Torraums gelten einige Zusatzregeln:
- Die verteidigende Mannschaft darf einen Freistoß, der innerhalb des Torraums verhängt wurde, an einem beliebigen Punkt innerhalb des Torraums ausführen.
- Ein indirekter Freistoß für die angreifende Mannschaft, der innerhalb des Torraums verhängt wurde, wird an dem Punkt auf der 5,5 m von der Torlinie entfernten parallelen Linie des Torraums ausgeführt, der dem Ort, an dem das Foul begangen wurde, am nächsten liegt.
- Ein Schiedsrichterball wird ebenfalls an dem Punkt auf der der Torlinie parallelen Begrenzungslinie des Torraumes ausgeführt, der dem Ort, an dem sich der Ball vorher befunden hatte, am nächsten liegt.
- Im Torraum gilt kein besonderer Schutz für den Torhüter (lt. FIFA-Spielregeln 2012/2013). Diese auch bei Kommentatoren weit verbreitete Fehlannahme resultiert aus der bis 2012 im DFB-Regelbuch enthaltenen Anweisung Der Torwart darf nicht gerempelt werden, außer er hält den Ball.

## Handball

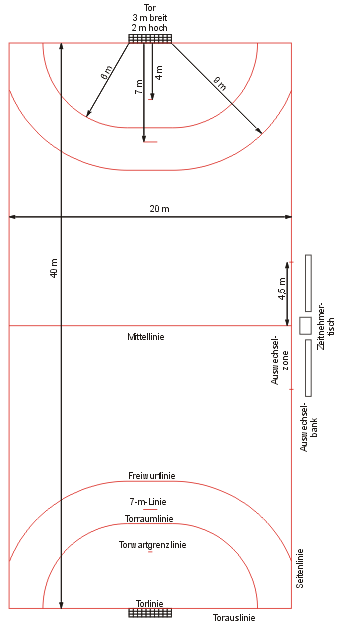
Maße eines Handballfeldes mit eingezeichnetem Torraum

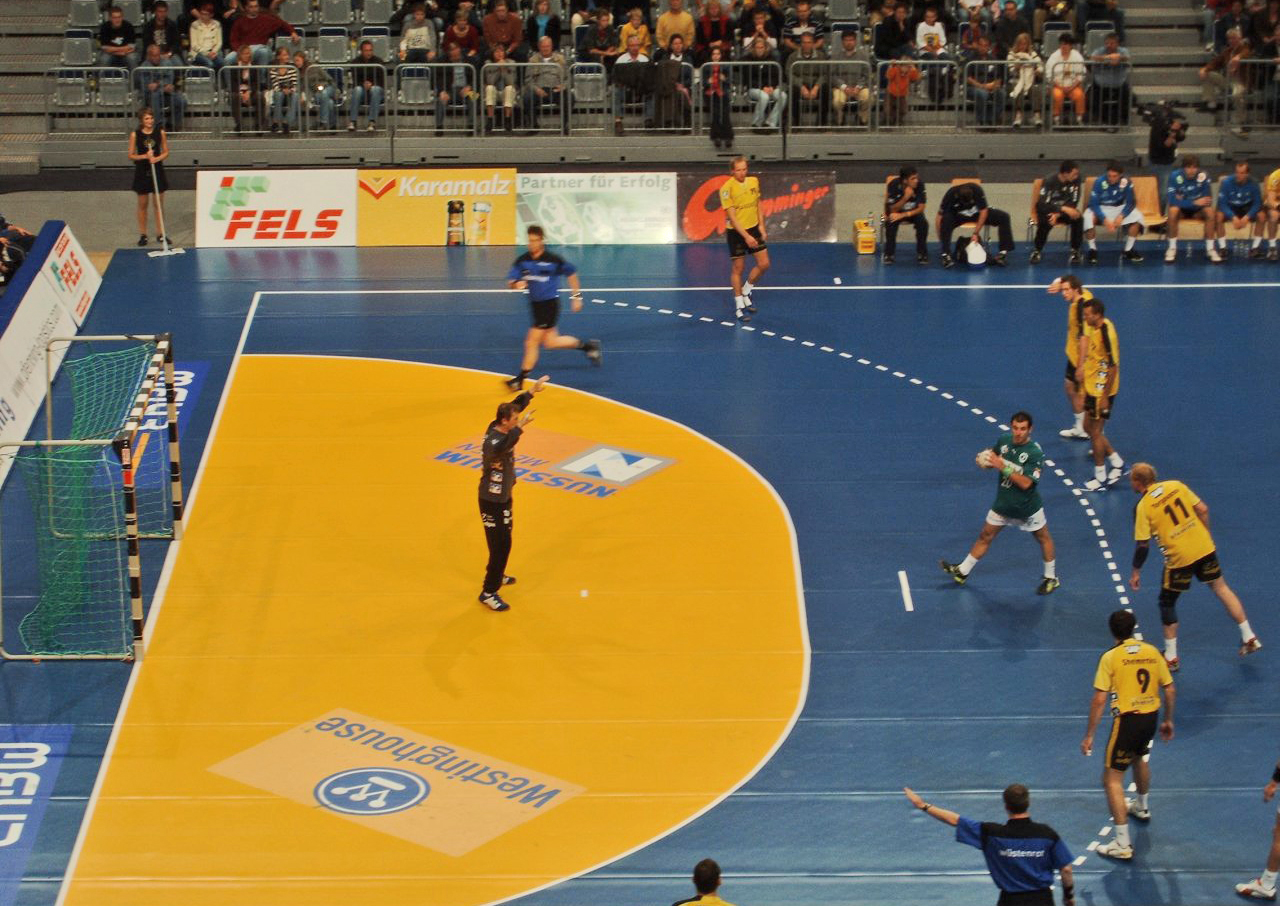
In oranger Farbe: Der Torraum beim Handball

Der Torraum vor den Toren besteht aus einem Rechteck von 3 × 6 Metern und zwei sich seitlich anschließenden Viertelkreisen mit einem Radius von je sechs Metern. Er wird erstellt, indem – parallel zur Torlinie und mit einem Abstand von sechs Metern zwischen der hinteren Kante der Torlinie und der vorderen Kante der Torraumlinie – eine drei Meter lange Linie gezogen wird. Diese Linie geht auf beiden Seiten in einen Viertelkreis über, wobei die hinteren Innenkanten der betreffenden Torpfosten jeweils die Mitte bilden und der Radius sechs Meter beträgt. Die Linien und Viertelkreise, welche den Torraum begrenzen, heißen Torraumlinie. Die Entfernung zwischen den Außenkanten der Schnittpunkte, an denen die beiden Viertelkreise die Torauslinie berühren, beträgt derart 15 Meter.
Im Torraum befindet sich die Torwartgrenzlinie 4 Meter vor dem Tor (4-m-Linie). Sie ist 150 mm lang. Sie verläuft – mit einem Abstand von vier Metern, gemessen von der hinteren Kante der Torlinie zur vorderen Kante der 4-m-Linie, also einschließlich beider Linien selbst – parallel zur Torlinie.
Die Torlinie zwischen den Torpfosten ist, wie die Torpfosten selbst, 80 mm breit. Die Linie, die den bogenförmigen Torraum markiert, hat eine Breite von 50 mm.

## Hockey
Im Hockey wird der Torraum Schusskreis genannt: nur innerhalb des Schusskreises kann ein Tor erzielt werden.

## Eishockey
Der Torraum im Eishockey ist ein Halbkreis mit einem Radius von 1,80 m um das Tor herum. Diesen Raum darf ein Angreifer nur betreten, wenn sich auch der Puck darin befindet. Ein Tor zählt nicht, wenn ein Torraumabseits vorliegt, d. h. wenn ein Angreifer den Torraum vorher betreten hat.